# NGC 636
NGC 636 ist eine elliptische Galaxie vom Hubble-Typ E3 im Sternbild Walfisch südlich der Ekliptik. Sie ist schätzungsweise 85 Millionen Lichtjahre von der Milchstraße entfernt und hat einen Durchmesser von etwa 70.000 Lichtjahren. Sie ist Mitglied der acht Galaxien umfassenden NGC 584-Gruppe (LGG 27).
Das Objekt wurde am 10. Januar 1785 von dem deutsch-britischen Astronomen Wilhelm Herschel entdeckt.